# مارتین دیانوف
مارتین دیانوف (انگلیسی: Martin Deyanov؛ زادهٔ ۱۷ ژانویهٔ ۱۹۸۰) بازیکن فوتبال اهل بلغارستان است.
از باشگاه‌هایی که در آن بازی کرده است می‌توان به باشگاه فوتبال بالزان و باشگاه فوتبال هبار پازارجیک اشاره کرد.